# 마케도니아 증권거래소
마케도니아 증권거래소(MSE, 마케도니아어: Македонска берз)는 북마케도니아 스코페에 소재한 증권거래소이다. 1995년에 설립되었다.